# Carmilla (película)
Carmilla es una película inglesa del 2019 centrada en el cine romántico de terror escrita y dirigida por Emily Harris y protagonizada por Jessica Raine, Hannah Rae, Devrim Lingnau, Tobias Menzies y Scott Silven. Ambientado en el siglo XIX, el guion está inspirado en la obra homónima de 1871 escrita por Sheridan Le Fanu.
La película tuvo su estreno mundial en el Festival Internacional de Cine de Edimburgo el 28 de junio de 2019. Se estrenó en el Reino Unido el 16 de octubre de 2020 por Republic Film Distribution.

## Premisa
Lara es una joven que lucha por encontrar una fuente de salida para su curiosidad y creciente sexualidad, mientras viven en total aislamiento con su padre y su estricta institutriz, la señorita Fontaine. Cuando un accidente de carruaje deja en recuperación a una joven en su hogar, quien encanta a Lara. Ambas chicas entablan una relación apasionada, que infunde miedo en el corazón de la señorita Fontaine, y surge un triángulo complejo entre las tres mujeres.

## Elenco
- Jessica Raine como Miss Fontaine
- Hannah Rae como Lara
- Devrim Lingnau como Carmilla
- Tobias Menzies como el doctor
- Greg Wise como el Sr. Bauer
- Scott silvan
- Daniel Tuite como Paul, el mozo de cuadra
- Lorna Gayle como Margarita

## Producción

### Preproducción
El 17 de agosto de 2017, Screen Daily reportó que Jessica Raine y Tobias Menzies habían sido elegidos para el reparto de la película, uniéndose a la producción con Hannah Rae, Devrim Lingnau y Scott Silven.

### Rodaje
El rodaje principal empezó en Sussex Oriental el 11 de septiembre de 2017.

## Estreno
Carmilla tuvo su estreno mundial en el Festival Internacional de Cine de Edimburgo el 28 de junio de 2019. Originalmente la película estaba planeada para tener su estreno por parte de Republic Film Distribution el 3 de abril de 2020 en el Reino Unido, pero fue retrasada debido a la pandemia mundial de COVID-19 ; para terminar siendo estrenada en cines el 16 de octubre de 2020 y en video bajo demanda el 19 de ocutubre. En mayo de 2020, Film Movement adquirió los derechos de distribución de la pelócula en EE. UU.  y la estrenó por medio de cines virtuales el 17 de julio de 2020.

## Otras lecturas
- Radcliffe, Gena (22 de octubre de 2019). «BHFF: A Beautiful Stranger Brings Destruction in "Carmilla"». The Spool.
- Beth Webb, Beth Webb (16 de octubre de 2020). «"Camila Review"». Empire.
- Adam Woodward, Adam Woodward (12 de octubre de 2020). «"Carmilla"». Little White Lies.